# Perspektiv
 Denne artikel omhandler perspektiv i tegninger og malerier. Opslagsordet har også en anden betydning, se Perspektiv (overført betydning).
Perspektiv (fra latin perspicere, "se igennem") er inden for kunst og arkitektur et system til at afbilde tredimensionelle objekter på en todimensional flade. Et perspektiv kan sammenlignes med en bemalet lodret flade, der er indskudt mellem betragterens øjepunkt og motivet. Hvis den perspektiviske afbildning er korrekt udført, vil betragteren ikke kunne se forskel, hvad enten fladen er der eller ej. Karakteristisk for perspektiviske afbildninger er:
- Rette vinkler (i virkeligheden) bliver som regel til skæve vinkler i perspektivet.
- Parallelle linjer (i virkeligheden) bliver til linjer, der mødes i et samlingspunkt i perspektivet (f.eks. på horisontlinien).
- Længder, der er lige store (i virkeligheden) bliver på grund af forkortning og forskellig afstand vist med forskellig størrelse i perspektivet.

## Perspektiv historisk set
Allerede i oldtiden var der interesse for perspektivisk afbildning, og eksempler herpå kan endnu ses i form af vægmalerier i Pompeji, hvor der findes eksempler på perspektivisk illusion af malede vinduer med fjerne udsigter. I middelalderen var interessen for korrekt perspektivisk afbildning temmelig begrænset (se billedet), men med renæssancens videnskabelige tilgang til omverdenen kom der gang i udviklingen, og reglerne for korrekt perspektivisk afbildning blev udviklet og udbredt som kunstnerisk disciplin, i første omgang især i renæssancens Italien (Filippo Brunelleschi, Leon Battista Alberti). Den tyske renæssancemaler Albrecht Dürer redegjorde omtrent samtidigt i en serie undervisningstræsnit for linearperpektivets grundprincipper samt nogle praktiske arrangementer til brug for korrekt perspektivisk afbildning.

## Rumlig afbilding
Sigtet med rumlig afbildning er at danne sig en visuel tredimensional forestilling om det afbildede, der kommer så tæt på virkeligheden som muligt. Før fotografiets opfindelse var perspektivisk konstruktion den eneste måde, det kunne lade sig gøre på. Den ultimative illusion opnås, når korrekt konstrueret linearperspektiv kombineres med dygtigt anvendt luftperspektiv og farveperspektiv. I 1700-tallet skabtes manuelle kameraer, der gjorde det muligt at tegne meget nøjagtigt perspektivisk efter naturen, og tidligere var princippet i Camera obscura kendt. Hvis afbildningen er meget naturtro, er der tale om Trompe l'oeil, synsbedrag. Dette blev blandt andet meget brugt i barokken til at skabe illusion om himmelhvælv højt over kirkernes fysiske lofter og brugtes allerede i oldtiden til at skabe illusion om ikke eksisterende vinduer med imaginære udsigter bag (Pompeji). Dansk guldalders kunstnere som C.W. Eckersberg og Christen Købke var drevne perspektivikere.
Perspektivtegning var tidligere en krævende disciplin, der undervistes i på kunstskoler og tekniske skoler verden over. I dag har computere overtaget det meste af dette møjsommelige arbejde, og de kan bruges til 3D-animationer. Realistiske skyggevirkninger med slagskygger, selvskygger og reflekser er det også muligt at lave ved hjælp af "ray-tracing", der uden besvær arbejder med varierende grader af gennemsigtighed.

### Linearperspektiv
Al perspektivisk fremstilling forudsætter ideen om (imaginære) retlinede se-stråler, der går igennem motivets synlige punkter og skærer et (imaginært) billedplanen i punkter, der tilsammen danner billedet. For at få en naturtro virkning lægges der skygger på, der afspejler en imaginær lyskilde, eventuelt solen, der er er placeret i en bestemt vinkel i forhold til motivet.

#### Centralprojektion
Den form for perspektiv, der mest minder om moderne fotografisk gengivelse, er baseret på den geometriske disciplin centralprojektion. Her er den teoretiske forudsætning, at motivets se-stråler alle mødes i et imaginært øjepunkt, det har en helt fast beliggenhed i forhold til. Kendes motivets punkters nøjagtige placering i højden, dybden og sideværts, kan de enkelte billedpunkters korrekte placering på billedplanen konstrueres med veldefinerede metoder.
Når det færdige billede betragtes med et øje anbragt i billedpunktets placering foran billedplanen, opnås en naturalistisk dybdevirkning, fuldstændigt som når man betragter et større fotografi i den rette afstand fra fotografiets fokuspunkt.

##### X-perspektiv
Teknikken i X-perspektiv bygger på, at mange motiver som bygninger og brugsgenstande foreligger beskrevet i projektioner, der står vinkelret på hinanden og til dels har symmetriakser, der følger de tre hovedretninger: en vandret retning, en lodret retning og en dybderetning.
I X-perspektiv er den lodrette retning parallel med billedplanen, mens den vandrette retning og dybderetningen er mere eller mindre skæve i forhold til billedplanens vandrette retning. På billedet vil det da være sådan at alle motivets vandrette linjer vil mødes i et forsvindingspunkt på horisonten, ligesom alle linjer i motivet, der går i dybden, på billedet vil mødes i et andet forsvindingspunkt på horisontlinien et stykke fra det første forsvindingspunkt.

##### Frontperspektiv
Frontperspektiv adskiller sig fra X-perspektiv derved, at der kun er ét forsvindingspunkt, der er identisk med billedets fokuspunkt. Både motivets vandrette og lodrette linjer forbliver således henholdsvis vandrette og lodrette i afbildningen. Kun de af motivets linjer, der går i dybden, afbildes, så deres forlængelser alle mødes i det ene forsvindingspunkt. Det er fra gammel tid denne perspektiviske afbildningsform, der har været mest benyttet, blandt andet af renæssancens mestre og har været enerådende i arkitektonisk sammenhæng.

##### Fugleperspektiv
Fugleperspektivet har en høj horisontlinje nemlig i beskuerens øjenhøjde, hvorved man får indtrykket af at svæve højt over motivet.

##### Frøperspektiv
Frøperspektiv også kaldet fiskeperspektiv er det modsatte af fugleperspektiv og har en lav synsvinkel. Herved kommer horisontlinien og eventuelle forsvindingspunkter således til at ligge lavt i billedet.

### Parallelprojektion
Parallelprojektion er karakteristisk ved, at der ingen forsvinding finder sted. De afbildede objekter afbildes altså lige store, hvad enten de er tæt på eller fjerne. Denne afbildningsform er mindre fotografisk realistisk, men velegnet til mange dekorative og praktiske formål. Fx kan man med denne metode lave illustrative oprejste kort. Metoden er blandt andet benyttet på gamle franske og persiske miniaturer og har især tidligere været meget benyttet i computerspil.

#### Isometri
I isometri måles de tre rumlige retninger ud ad tre akser med en indbyrdes vinkel på 120o imellem hinanden, hvoraf lodretningen tegnes lodret på billedplanen. Skalaen ud ad hver af de tre retninger er den samme, og alt i alt er denne afbildningsform meget nem at konstruere, når motivets faktiske mål er kendt. Metoden er især anvendelig i forbindelse med tekniske illustrationer, samlevejledninger i forbindelse med knock-down-møbler, samt eksempelvis til fremstilling af exploded views, røntgen-fremstillinger, gennemskårne billeder af diverse maskiner og apparater etc..

#### Aksonometri
Aksonometri adskiller sig fra isometri, ved at vinklerne mellem de tre hovedretninger er valgfri. Det samme gælder målestoksforholdene ud ad de tre akser. Det er denne afbildningsform, der anvendes til oprejste kort. Her er de to vandrette hovedretninger vinkelret på hinanden, mens den lodrette retning fortsat tegnes lodret på billedet. Ved at anvende forskellige vandrette hovedretninger, kan det samme billede bruges til afbildning af forskellige rektangulære bygninger, der er placeret skævt i forhold til hinanden.

### Luftperspektiv
Luftperspektiv bygger på at fjerne genstande på grund af luftens disethed virker svagere tegnet end genstande, der ses tæt på. Ved at simulere dette på et billede kan opnås en vis dybdevirkning, der ikke har noget med motivets linieforløb at gøre, og dermed skildre bjerges, skoves og lignende landskabselementers fjernhed på en overbevisende måde.
Fjerne genstande vil også have en tendens til at virke mere kølige og blåtonede i farven end genstande set nær på. Fjerne bjerge nær havoverfladen kan ligefrem være svære at skelne fra skyformationer og skiller sig kun svagt ud fra himmelens blågrå baggrund. Luftperspektiv består med andre ord i at efterligne denne effekt for at skabe dybde i billedet. Det er også den eneste mulighed, der er, for at skabe dybdevirkning, hvor der ikke er nogen perspektivisk forløbende linjer, altså fx i forbindelse med fjerne landskabelige genstande som klipper, skove og bjerge.
Betegnelsen luftperspektiv blev opfundet i renæssancen af Leonardo da Vinci, men perspektivet blev også benyttet af antikke romerske malere. På Leonardo da Vincis tid blev effekten ofte overdrevet med en unaturligt blåtonet baggrund til følge, og generelt gælder, at luftperspektivet i senere tider er blevet brugt på en betydeligt mere diskret og dermed naturtro måde (se f.eks. Købkes billede af Frederiksborg Slot).

### Betydningsperspektiv
Betydningsperspektiv er en perspektivform hovedsageligt anvendt i middelalderens malerkunst og også kendt i ægyptiske fremstillinger, hvor højerestående personer og større guder blev fremstillet som større end underordnede.
Betydningsperspektiv handler om at tilegne personer i et billede varierende størrelse alt efter betydning i et givent hierarki. F.eks. ses det ofte at Jesus bliver gjort meget stor, hvorimod figurer ved siden af ham er gengivet i betydeligt mindre skala.
Frontperspektivet, som allerede i Antikken blev brugt i en vis grad, gik igen i glemmebogen i middelalderen og gjorde i stedet plads til betydningsperspektivet. Rumlighedstanken gik tabt, og kom først tilbage i Renæssancen. I stedet blev figurer og personer afbilledet i forhold til deres betydning, så helgener eksempelvis blev tegnet store og i midten af billedet, mens værkets velgører blev fremstillet mindre ved deres side, uden at der blev taget hensyn til rumlige proportioner.
Afbildninger i betydningsperspektiv kan ofte ses i naivismen og i børnetegninger.

## Eksterne links
- Teaching Perspective in Art and Mathematics through Leonardo da Vinci's Workat
- Mathematics of Perspective Drawing
- Drawing Comics – Perspective
- Quadrilateral Perspective by Yvonne Tessuto Tavares
- The Perspective Page A short interactive introduction to the geometry of perspective drawing
- Perspective Drawing Video
- The Despotic Eye: An Illustration of Metabletic Phenomenology and Its Implications Arkiveret 24. august 2009 hos  Wayback Machine by Robert D. Romanyshyn. An essay on the link between Western culture and linear perspective drawing, published in Janus Head
- Brunellechi's peepshow & the origins of perspective Arkiveret 25. september 2009 hos  Wayback Machine